# 4284 Kaho
4284 Kaho è un asteroide della fascia principale. Scoperto nel 1988, presenta un'orbita caratterizzata da un semiasse maggiore pari a 2,4015102 UA e da un'eccentricità di 0,2729294, inclinata di 11,75575° rispetto all'eclittica.